# Anomiopus hirsutus
Anomiopus hirsutus là một loài bọ cánh cứng trong họ Bọ hung (Scarabaeidae).